# Munich Warehouse
Munich Warehouse ist ein Musiklabel aus München, das auch in anderen Geschäftsfeldern tätig ist.

## Geschichte
Munich Warehouse begann 2014 als Plattform für Merchandise der Münchener Band Blackout Problems. Seit 2016 werden auch Produkte anderer Bands und Musiker vertrieben. Als Musiklabel, auch für andere Musiker, ist Munich Warehouse seit 2018 tätig, seit 2019 auch als Musikverlag. Das Label wurde von Mario Radezky, dem Sänger von Blackout Problems und dem damaligen Schlagzeuger der Gruppe Michael Dreilich gegründet. Darüber hinaus ist Munich Warehouse für das Management von Nico Laska und Umme Block verantwortlich.

## Musiker
Das Label hat Aufnahmen folgender Bands und Musiker im Repertoire:
- Blackout Problems
- Bloomer
- Emmerich
- Figur Lemur
- Flimmer
- Geistha
- Marius[3]
- Marlin Beach
- Michael Dreilich[4]
- Nico Laska
- Noah Sonnen
- Sights & Sounds
- Umme Block
- Victoryaz
- Youth Okay